# Требино
Требино (мкд. Требино) је насеље у Северној Македонији, у средишњем делу државе. Требино припада општини Македонски Брод.

## Географија
Насеље Требино је смештено у средишњем делу Северне Македоније. Од седишта општине, градића Македонски Брод, насеље је удаљено 2 km северно.
Рељеф: Требино се налази у области Порече, која обухвата средишњи део слика реке Треске. Дато подручје је изразито планинско. Село се налази изнад долине реке Треске. Северозападно од насеља уздиже се планина Песјак. Надморска висина насеља је приближно 650 метара.
Клима у насељу је континентална.

## Историја
Почетком 20. века, као и Порече, становништво Требина је било наклоњено српској народној замисли, па се месно становништво у изјашњавало Србима.

## Становништво
По попису становништва из 2002. године, Девич је имао 198 становника.
Претежно становништво у насељу су етнички Македонци (100% према последњем попису).
Већинска вероисповест у насељу је православље.